# Aristeides av Miletos
Aristeides (latin Aristides) var en antik grekisk författare från Miletos som levde någon gång på andra eller första århundradet f.Kr. Hans erotiska noveller, Milesiaka (milesiska berättelser), lästes mycket i forntiden och är att betrakta som den grekiska prosaromanens begynnelse.